# Pseudidmonea
Pseudidmonea is een geslacht van mosdiertjes uit de familie van de Pseudidmoneidae en de orde Cyclostomatida. De wetenschappelijke naam ervan werd in 1944 voor het eerst geldig gepubliceerd door Borg.

## Soorten
- Pseudidmonea fissurata (Busk, 1886)
- Pseudidmonea gracilis Androsova, 1968